# Tărlungeni
Tărlungeni (en allemand: Tatrangen, en hongrois: Tatrang) est une commune roumaine du județ de Brașov, dans la région historique de Transylvanie. Elle est composée des quatre villages suivants :
- Cărpiniș (en hongrois: Kerpenyes)
- Purcăreni (Pürkerec)
- Tărlungeni, siège de la commune
- Zizin (Zajzon)

## Localisation
Tărlungeni est située dans la partie de l'est du comté de Brașov, au pied de Monts Ciucaș, à l'extrême sud du Pays de la Bârsa, sur les rives de la rivière de Tărlung, à la 10 km de la ville Săcele et à 15 km du ville de Brașov.

## Monuments et lieux touristiques
- Église “Sainte Trinité” du village de Zizin (construction XVIIIe siècle), monument historique[2]
- Réserve naturelle Locul fosilifer Purcăreni, aire protégée avec une superficie de 0,20 ha (monument naturel)
- Monts Ciucaș